# Himmelsögonsläktet
Himmelsögonsläktet (Lycianthes)  är ett släkte i familjen potatisväxter med cirka 140 arter. De förekommer främst i tropiska Amerika, men även i Asien. En art, himmelsöga (L. rantonnetii), används som utplanteringsväxt i Sverige.

## Dottertaxa
I Catalogue of Life listas följande som dottertaxa till Himmelsögon, i alfabetisk ordning

- Lycianthes acapulcensis
- Lycianthes aceratia
- Lycianthes acidochondra
- Lycianthes acutifolia
- Lycianthes amphidoxys
- Lycianthes apiculata
- Lycianthes armentalis
- Lycianthes arrazolensis
- Lycianthes asarifolia
- Lycianthes aurigera
- Lycianthes balanidium
- Lycianthes bambusarum
- Lycianthes banahaensis
- Lycianthes barbatula
- Lycianthes baviensis
- Lycianthes beckneriana
- Lycianthes belensis
- Lycianthes biflora
- Lycianthes biformifolia
- Lycianthes bimensis
- Lycianthes bitteriana
- Lycianthes boninensis
- Lycianthes brachyanthera
- Lycianthes brachyloba
- Lycianthes bullata
- Lycianthes caeciliae
- Lycianthes campyloclada
- Lycianthes caucaensis
- Lycianthes ceratocalycia
- Lycianthes chiapensis
- Lycianthes chrysothrix
- Lycianthes ciliolata
- Lycianthes cladotrichota
- Lycianthes coffeifolia
- Lycianthes columbiana
- Lycianthes conicibaccata
- Lycianthes connata
- Lycianthes coriacea
- Lycianthes crassipetalum
- Lycianthes cuchumatanensis
- Lycianthes cundinamarcae
- Lycianthes cutacensis
- Lycianthes cyathocalyx
- Lycianthes dejecta
- Lycianthes dendropilosa
- Lycianthes densistrigosa
- Lycianthes denticulata
- Lycianthes dominicana
- Lycianthes ecuadorensis
- Lycianthes fasciculata
- Lycianthes ferruginea
- Lycianthes floccosa
- Lycianthes francisci
- Lycianthes fugax
- Lycianthes furcatistellata
- Lycianthes geminiflora
- Lycianthes glandulosa
- Lycianthes gongylodes
- Lycianthes gorgonea
- Lycianthes grandifrons
- Lycianthes hawkesiana
- Lycianthes heterochondra
- Lycianthes heteroclita
- Lycianthes hintonii
- Lycianthes hortulana
- Lycianthes howardiana
- Lycianthes hupehensis
- Lycianthes hygrophila
- Lycianthes hypochrysea
- Lycianthes hypoleuca
- Lycianthes impar
- Lycianthes inaequilatera
- Lycianthes inconspicua
- Lycianthes jalicensis
- Lycianthes jelskii
- Lycianthes kaernbachii
- Lycianthes laevis
- Lycianthes lagunensis
- Lycianthes lankesteri
- Lycianthes ledermannii
- Lycianthes lenta
- Lycianthes leptocaulis
- Lycianthes limitanea
- Lycianthes lineata
- Lycianthes luisana
- Lycianthes luteynii
- Lycianthes lycioides
- Lycianthes lysimachioides
- Lycianthes macrodon
- Lycianthes magdalenae
- Lycianthes manantlanensis
- Lycianthes marlipoensis
- Lycianthes martiniana
- Lycianthes maxonii
- Lycianthes medusocalyx
- Lycianthes memecylonoides
- Lycianthes minutipila
- Lycianthes moszkowskii
- Lycianthes moziniana
- Lycianthes multiflora
- Lycianthes multifolia
- Lycianthes neesiana
- Lycianthes neglecta
- Lycianthes nitida
- Lycianthes ocellata
- Lycianthes orogenes
- Lycianthes parasitica
- Lycianthes pauciflora
- Lycianthes peduncularis
- Lycianthes peranomala
- Lycianthes pilifera
- Lycianthes pilosissima
- Lycianthes pittieri
- Lycianthes poeppigii
- Lycianthes porterana
- Lycianthes pringlei
- Lycianthes profunderugosa
- Lycianthes purpusii
- Lycianthes pustulata
- Lycianthes pyrifolia
- Lycianthes quichensis
- Lycianthes radiata
- Lycianthes rantonnetii
- Lycianthes rantonnettii
- Lycianthes rechingeri
- Lycianthes recticarpa
- Lycianthes reflexa
- Lycianthes repens
- Lycianthes rimbachii
- Lycianthes rostellata
- Lycianthes rzedowskii
- Lycianthes saltensis
- Lycianthes sanctaeclarae
- Lycianthes sanctaemarthae
- Lycianthes sancti-caroli
- Lycianthes schlechteriana
- Lycianthes shanesii
- Lycianthes shunningensis
- Lycianthes sideroxyloides
- Lycianthes sodiroi
- Lycianthes solitaria
- Lycianthes sprucei
- Lycianthes starbuckii
- Lycianthes stellata
- Lycianthes stenoloba
- Lycianthes stephanocalyx
- Lycianthes storkii
- Lycianthes subfalcata
- Lycianthes surotatensis
- Lycianthes synanthera
- Lycianthes tarapotensis
- Lycianthes testacea
- Lycianthes tricolor
- Lycianthes tysoniana
- Lycianthes umbonata
- Lycianthes urnigera
- Lycianthes villosula
- Lycianthes virgata
- Lycianthes vitiensis
- Lycianthes wollastonii
- Lycianthes yunnanensis

## Bildgalleri

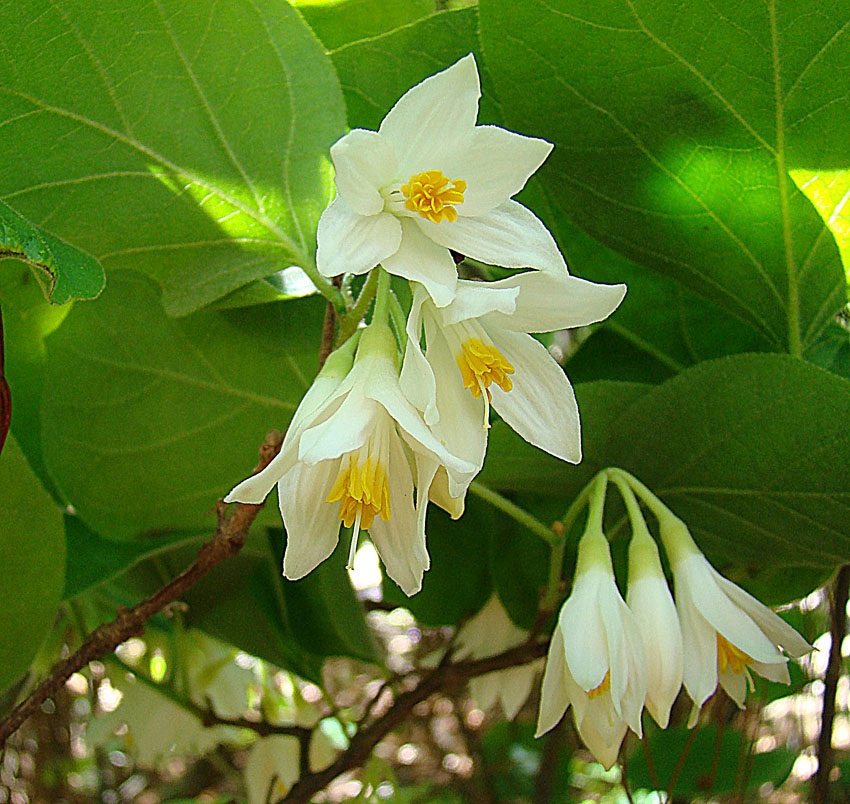
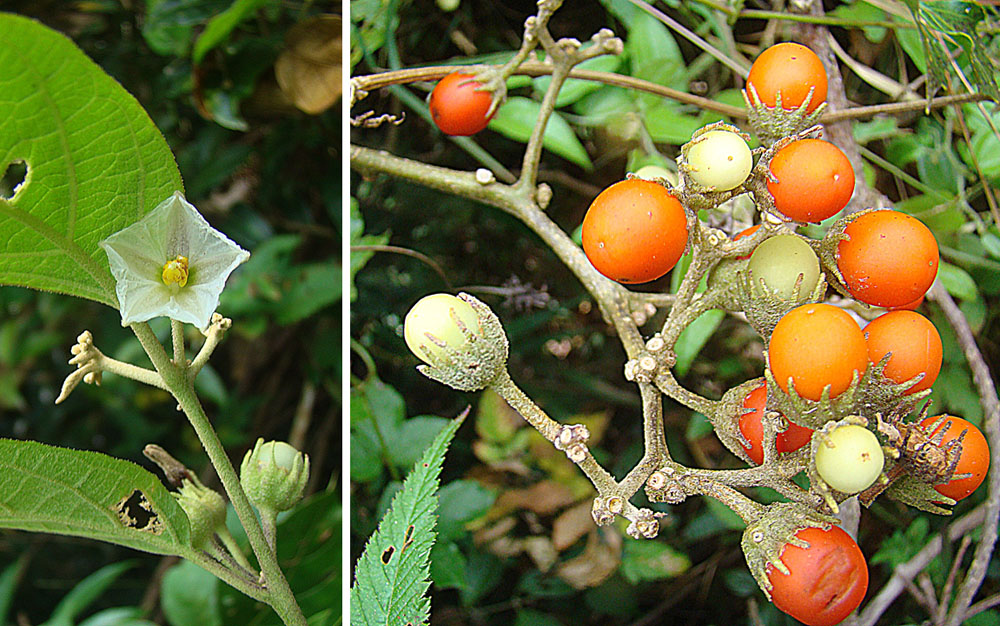
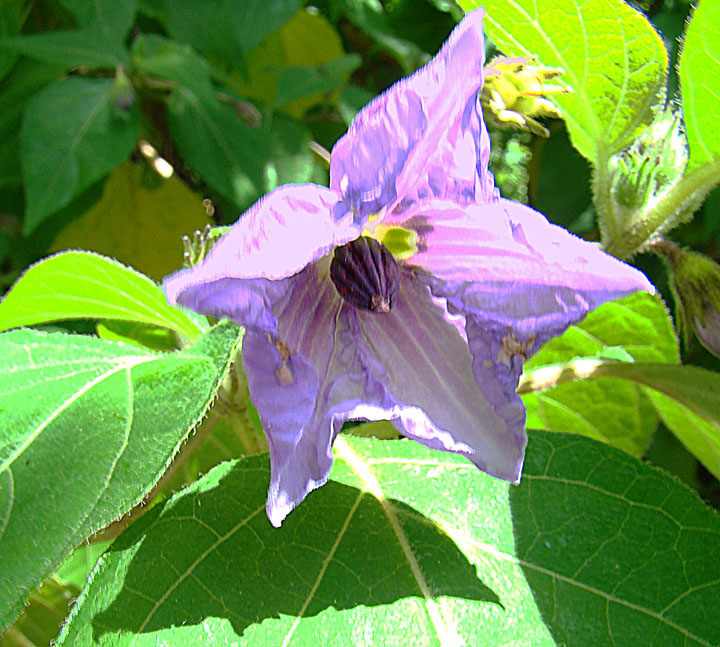
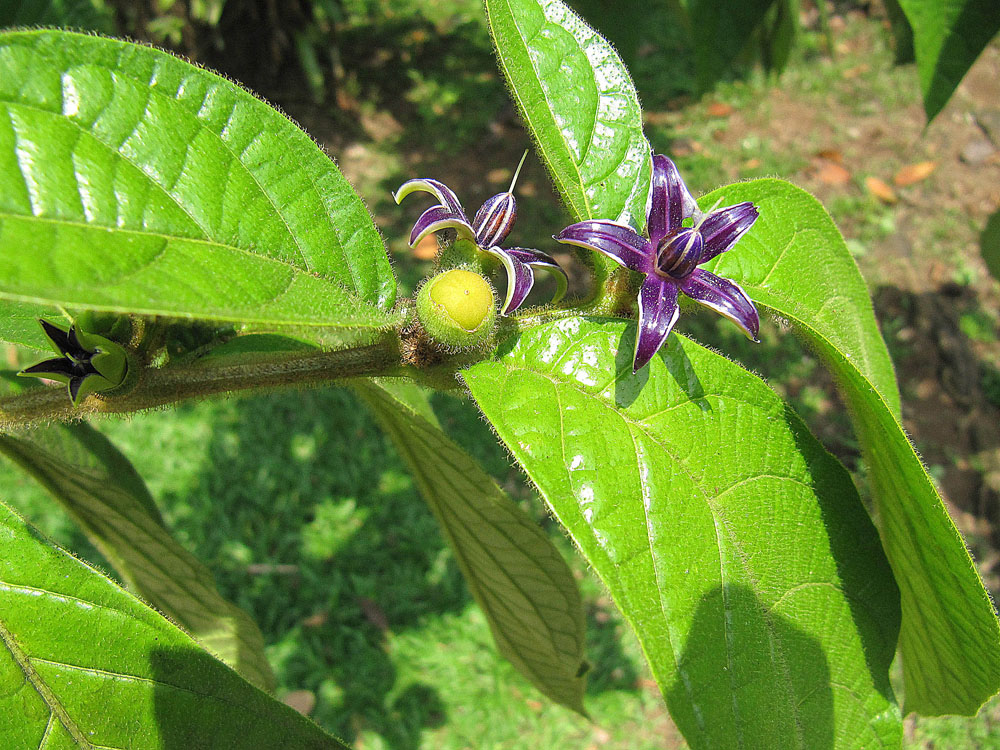
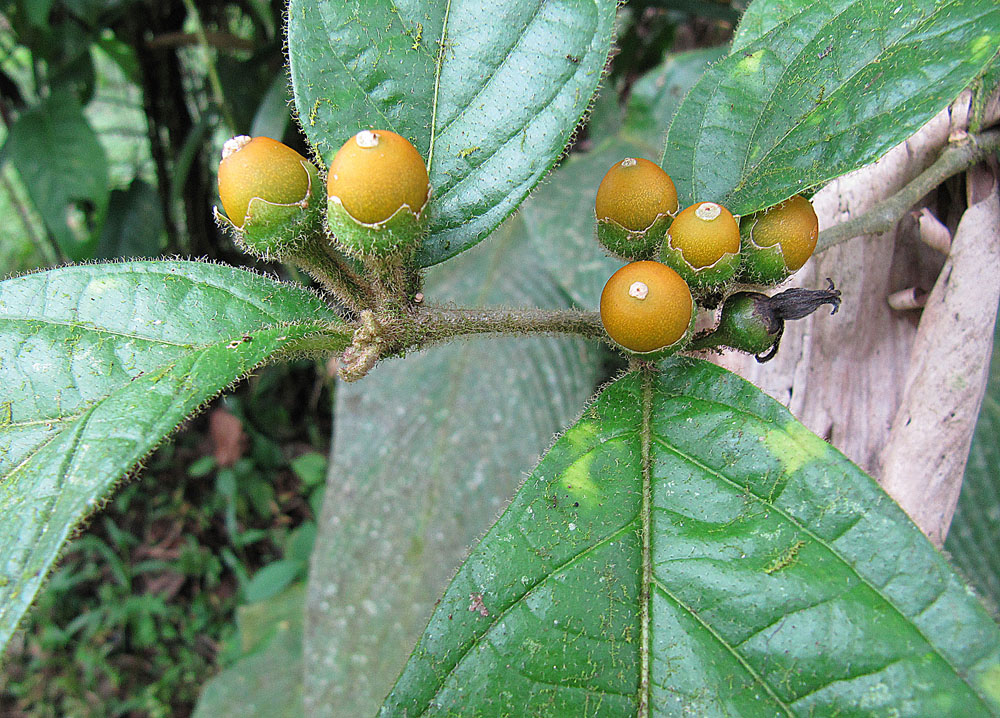
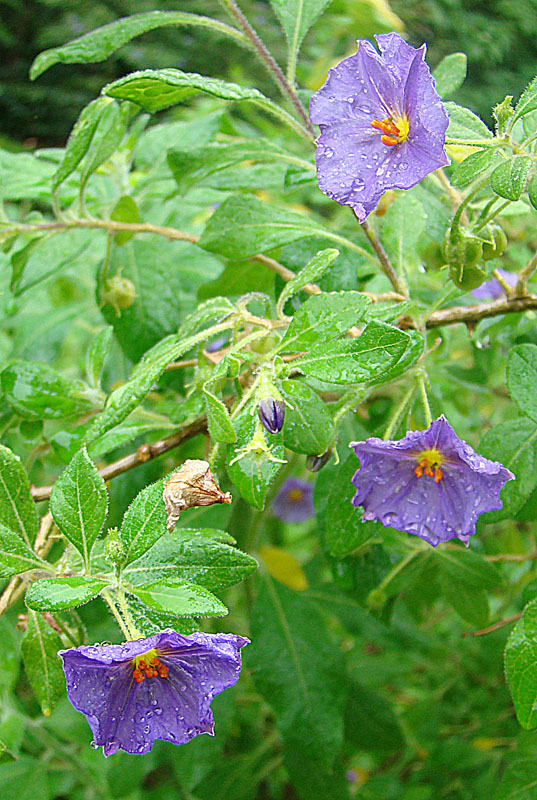